# Братья Саркис

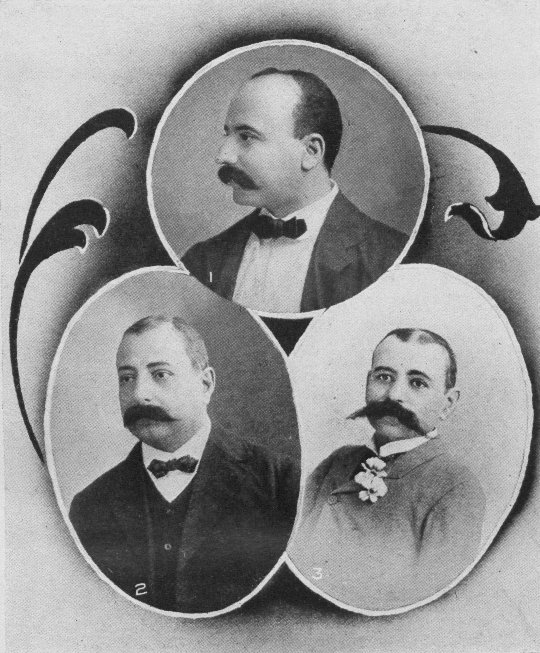
Братья Саркис: Аршак, Тигран и Авет

Братья Саркис — группа предпринимателей, состоявшая из четырёх братьев армянского происхождения, выходцев из Ирана.

## Биография
Армяне по происхождению, братья Саркис являлись известными предпринимателями, основавшими и владевшими сетью роскошных гостиниц в Юго-Восточной Азии.
- Мартин Саркис (1852—1912)
- Тигран Саркис (1861—1912)
- Авет Саркис (1862—1923)
- Аршак Саркис (1868—1931)

## Гостиницы, основанные братьями
- 1884: Eastern Hotel, Джорджтаун, Пенанг, Малайзия
- 1885: Oriental Hotel, Джорджтаун, Пенанг, Малайзия
- 1889: Eastern and Oriental merged into Eastern & Oriental Hotel
- 1887: Raffles Hotel, Сингапур
- 1891: Kartika Wijaya (en:Kartika Wijaya), Бату, Ява, Индонезия
- 1901: Strand Hotel (en:Strand Hotel), Рангун, Бирма
- 1910: Hotel Majapahit (en:Hotel Majapahit), Сурабая, Индонезия